# Pic de la Coma del Forn
El Pic de la Coma del Forn és una muntanya de 2.683 metres que es troba entre els municipis de la Guingueta d'Àneu i de Lladorre, a la comarca del Pallars Sobirà.